# Фотий II Константинополски
Фотий II Константинополски (на гръцки: Πατριάρχης Φώτιος Β΄ със светско име Димитриос Маниатис) е православен епископ, 265-ти вселенски патриарх в Цариград през първата половина на 1930-те.  Полиглот който владеее гръцки, турски, френски, немски и български език.
Завършва теология в Атинското теологично училище и философия в Мюнхенския университет. През 1902 г. е ръкоположен за дякон от чичо си, Филипополския митрополит Фотий. Служи като „архидякон“ на Филипополската епархия. През 1904 г. е ръкоположен за презвитер пак от чичо си и получава сан „архимандрит“. Служи като предстоятел на Филипополската митрополия от 1904 до 1906 г. През 1906 г. е назначен за генерален патриаршески комисар на митрополитите на Вселенската патриаршия в България, които след антигръцките вълнения в България са изгонени от местата си заради съществуващата на екзархията не само в Пловдивската епархия – паралелна православна църковна структура на Вселенската патриаршия. През 1914 г. вече като протосингел е изгонен от България. 
На 21 юни 1915 г. е ръкоположен в Кожани за титулярен Иринополски епископ, помощник-епископ на Сервийската и Кожанската епархия. Хиротонията е извършена от митрополита на Сервия и Кожани Фотиос, подкрепен от епископите Китрос Партений и Ардамериу Йоаким. На 18 април 1919 г. е назначен за архиерейски предстоятел на Честния кръст. На 20 март 1924 г. е избран за митрополит на Филаделфия, а на 17 януари 1925 г. – за митрополит на Деркос. На 7 октомври 1929 г. е избран за Вселенски патриарх. 
По време на неговото патриаршество отношенията между Гърция и Турция се подобряват. През 1930 г. гръцкият министър-председател Елевтериос Венизелос прави официално посещение в Истанбул, по време на което се среща с патриарх Фотий II. Това е първото посещение на председател на гръцкото правителство във Фенер.